# Bunibah Kecil
Bunibah Kecil (indonesisch Pulau Bunibah, wörtlich Klein-Bunibah) ist eine Insel des Archipels von Raja Ampat vor der Küste Westneuguineas (Indonesien).

## Geographie
Bunibah Kecil befindet sich im Norden von Raja Ampat, südlich der Insel Gam, am Eingang der Besirbucht. Östlich liegt das größere Bunibah.
Der Archipel bildet den gleichnamigen Regierungsbezirk Raja Ampat der Provinz Papua Barat Daya. Bunibah Kecil gehört administrativ zum Distrikt Meosmanswar.